# Элк (тауншип, Миннесота)
Элк (англ. Elk) — тауншип в округе Ноблс, Миннесота, США. На 2000 год его население составило 284 человека.

## География
По данным Бюро переписи населения США площадь тауншипа составляет 93,5 км², из которых 93,5 км² занимает суша, водоёмов нет.

## Демография
По данным переписи населения 2000 года здесь находились 284 человека, 102 домохозяйства и 87 семей.  Плотность населения —  3,0 чел./км².  На территории тауншипа расположено 107 построек со средней плотностью 1,1 построек на один квадратный километр. Расовый состав населения: 96,83 % белых, 0,35 % коренных американцев, 1,76 % азиатов, 0,35% — других рас США и 0,70 % приходится на две или более других рас. Испанцы или латиноамериканцы любой расы составляли 0,35 % от популяции тауншипа.
Из 102 домохозяйств в 38,2 % воспитывались дети до 18 лет, в 76,5 % проживали супружеские пары, в 4,9 % проживали незамужние женщины и в 14,7 % домохозяйств проживали несемейные люди. 12,7 % домохозяйств состояли из одного человека, при том 5,9 % из — одиноких пожилых людей старше 65 лет. Средний размер домохозяйства — 2,78, а семьи — 3,02 человека.
28,2 % населения младше 18 лет, 6,0 % в возрасте от 18 до 24 лет, 23,9 % от 25 до 44, 27,8 % от 45 до 64 и 14,1 % старше 65 лет. Средний возраст — 40 лет. На каждые 100 женщин приходилось 100,0 мужчин.  На каждые 100 женщин старше 18 приходилось 112,5 мужчин.
Средний годовой доход домохозяйства составлял 39 464 доллара, а средний годовой доход семьи —  40 781 доллар. Средний доход мужчин —  25 000  долларов, в то время как у женщин — 19 167. Доход на душу населения составил 16 785 долларов. За чертой бедности находились 3,3 % семей и 8,6 % всего населения тауншипа, из которых 15,1 % младше 18 лет.